# Кшива (Монецький повіт)
Кшива (пол. Krzywa) — село в Польщі, у гміні Ясьонувка Монецького повіту Підляського воєводства.
Населення — 101 особа (2011).
У 1975-1998 роках село належало до Білостоцького воєводства.

## Демографія
Демографічна структура станом на 31 березня 2011 року:
|          | Загалом | Допрацездатний вік | Працездатний вік | Постпрацездатний вік |
| -------- | ------- | ------------------ | ---------------- | -------------------- |
| Чоловіки | 47      | 10                 | 33               | 4                    |
| Жінки    | 54      | 16                 | 27               | 11                   |
| Разом    | 101     | 26                 | 60               | 15                   |